# Narodni parki Pakistana
Pakistan ima 36 narodnih parkov (urdujsko پاکستان کے نیشنل پارک). Od leta 2012 jih je 25 pod nadzorom ustreznih deželnih vlad, preostali pa so v zasebni oskrbi. Le nekateri od njih so v varstvenem obsegu Mednarodne zveze za varstvo narave. Varstvo in ohranjanje okolja Pakistana je bilo vključeno v sočasno ustavo iz leta 1973. Posledično je bil leta 1983 sprejet Odlok o varstvu okolja, ki ga je v glavnem urejal Oddelek za okolje in urbanistične zadeve. Kasneje se je na deželni ravni začel uvajati nov sistem zakonodaje o „sodobnih zavarovanih območjih“, ki je zavarovanim območjem dodelil oznake, kot so nacionalni parki, zavetišča za divje živali in rezervati za divjad. Nadaljnja priporočila nacionalnih parkov indomalajskega kraljestva so bila poudarjena v pregledu IUCN iz leta 1986. Kljub temu je bil razvoj narodnih parkov v glavnem izveden z nacionalno strategijo ohranjanja narave iz leta 1992. Zaradi večjega zavedanja o njihovem pomenu pri ohranjanju biotske raznovrstnosti je bilo v obdobju od 1993 do 2005 ustanovljenih 10 narodnih parkov.
V skladu z zakonodajo o sodobnih zavarovanih območjih je nacionalni park zavarovano območje, ki ga določi vlada za zaščito in ohranjanje svoje izjemne pokrajine in prostoživečih živali v naravnem stanju. Dostopna je javnosti za raziskovanje, izobraževanje in rekreacijo. Zaradi spodbujanja javne rabe je dovoljena gradnja cest in počivališč. Na teh območjih je prepovedana uporaba strelnega orožja, onesnaževanje vode, čiščenje zemljišč za obdelovanje, uničevanje divjadi.
Najstarejši narodni park je Lal Suhanra v okrožju Bahavalpur, ustanovljen leta 1972. Je tudi edini biosferni rezervat v Pakistanu. Lal Suhanra je edini narodni park, ustanovljen pred osamosvojitvijo države avgusta 1947. Glavni namen tega območja je bila zaščita divjih živali v puščavi Čolistan. Narodni park Centralni Karakorum v Gilgit-Baltistanu je trenutno največji narodni park v državi, ki obsega skupno približno 1.390.100 hektarjev. Najmanjši narodni park je Ajubia, ki pokriva skupno približno površino 3312 hektarjev.

## National parks
| Št. | Narodni park                             | Ustanovitev | Površina     | Okrožje                   | Provinca           | Koordinate                                      |
| --- | ---------------------------------------- | ----------- | ------------ | ------------------------- | ------------------ | ----------------------------------------------- |
| 1   | Narodni park Himalaja                    | 2020        | 198.900 ha   | Astore                    | Gilgit-Baltistan   | 35°21′01″N 74°51′32″E / 35.350277°N 74.858888°E |
| 2   | Narodni park Hundrap-Šandur              | 1993        | 3312 ha      | Gupis-Yasin               | Gilgit-Baltistan   | 33°51′55″N 73°08′20″E / 33.865231°N 73.138768°E |
| 3   | Narodni park Nanga Parbat                | 2020        | 1611 ha      | Astore                    | Gilgit-Baltistan   | 35°21′01″N 74°51′32″E / 35.350277°N 74.858888°E |
| 4   | Narodni park dolina Broghil              | 2010        | 134.744 ha   | Čitral                    | Khiber Pakhtunkhva | 36°50′28″N 73°20′09″E / 36.841164°N 73.335697°E |
| 5   | Narodni park Centralni Karakorum         | 1993        | 1.390.100 ha | Hunza-Nagar in Šigar      | Gilgit-Baltistan   | 36°53′52″N 75°05′37″E / 36.897708°N 75.093545°E |
| 6   | Narodni park Čindži                      | 1987        | 6095 ha      | Čakval                    | Pandžab            | 33°00′37″N 72°29′31″E / 33.010242°N 72.491940°E |
| 7   | Narodni park Čitral Gol                  | 1984        | 7750 ha      | Čitral                    | Khiber Pakhtunkhva | 35°55′59″N 71°40′14″E / 35.933082°N 71.670693°E |
| 8   | Narodni park Deosai                      | 1993        | 358.400 ha   | Skardu                    | Gilgit-Baltistan   | 34°58′21″N 75°23′47″E / 34.972626°N 75.396423°E |
| 9   | Narodni park Deva Vatala                 | 2009        | 2993 ha      | Bhimber                   | Azad Kašmir        | 32°53′33″N 74°18′11″E / 32.892583°N 74.303172°E |
| 10  | Narodni park Gumot                       | 2004        | 27.271 ha    | Neelum                    | Azad Kašmir        | 35°00′25″N 74°12′01″E / 35.006943°N 74.200287°E |
| 11  | Narodni park Musk Deer                   | 2009        | 52.815 ha    | Neelum                    | Azad Kašmir        | 34°43′53″N 74°47′12″E / 34.731456°N 74.786682°E |
| 12  | Narodni park Hazargandži-Čiltan          | 1980        | 15.555 ha    | Quetta                    | Beludžistan        | 30°17′09″N 67°12′08″E / 30.285695°N 67.202298°E |
| 13  | Narodni park Hingol                      | 1988        | 165.004 ha   | Awaran, Gvadar in Lasbela | Beludžistan        | 25°31′34″N 65°05′10″E / 25.526246°N 65.085996°E |
| 14  | K2                                       | —           | 233.468 ha   | Gilgit, Skardu            | Gilgit-Baltistan   | 35°47′17″N 76°10′58″E / 35.788171°N 76.182888°E |
| 15  | Narodni park Kala Čitta                  | 2009        | 36.965 ha    | Attock                    | Pandžab            | 33°38′34″N 72°24′03″E / 33.642685°N 72.400824°E |
| 16  | Narodni park Khundžerab                  | 1975        | 226.913 ha   | Hunza                     | Gilgit-Baltistan   | 36°30′03″N 75°38′37″E / 36.500805°N 75.643616°E |
| 17  | Narodni park Kirthar                     | 1974        | 308.733 ha   | Dadu                      | Sind               | 25°39′29″N 67°32′56″E / 25.658107°N 67.548975°E |
| 18  | Narodni park Lal Suhanra                 | 1972        | 87.426 ha    | Bahawalpur                | Pandžjab           | 29°23′51″N 72°01′33″E / 29.397409°N 72.025811°E |
| 19  | Narodni park Lulusar-Dudipatsar          | 2003        | 30.375 ha    | Mansehra                  | Khiber Pakhtunkhva | 35°05′27″N 73°55′47″E / 35.090698°N 73.929749°E |
| 20  | Narodni park Mačiara                     | 1996        | 13.532 ha    | Muzaffarabad              | Azad Kašmir        | 34°30′24″N 73°33′55″E / 34.506557°N 73.565140°E |
| 21  | Narodni park Manglot                     | 1990        | 710.628 ha   | Novšera                   | Khiber Pakhtunkhva | 36°06′N 73°14′E / 36.10°N 73.23°E               |
| 22  | Narodni park hribovje Margalla           | 1980        | 17.386 ha    | Ravalpindi                | Pandžab            | 33°45′16″N 72°57′23″E / 33.754317°N 72.956429°E |
| 23  | Narodni park Murree Kotli Sattian Kahuta | 2009        | 57.581 ha    | Ravalpindi                | Pandžab            | 33°44′21″N 73°28′17″E / 33.739032°N 73.471344°E |
| 24  | Narodni park Pir Lasura                  | 2005        | 5625 ha      | Kotli                     | Azad Kašmir        | 33°38′21″N 73°50′48″E / 33.639204°N 73.846664°E |
| 25  | Narodni park Poonch River Mahaseer       | 2010        | 4500 ha      | Kotli, Mirpur in Poonch   | Azad Kašmir        | 33°33′19″N 73°54′58″E / 33.555272°N 73.91599°E  |
| 26  | Narodni park Kurumber                    | 2011        | 74.000 ha    | Ghizer                    | Gilgit-Baltistan   | 36°51′47″N 73°46′52″E / 36.863141°N 73.781038°E |
| 27  | Narodni park Saiful Muluk                | 2003        | 4867 ha      | Mansehra                  | Khiber Pakhtunkhva | 34°52′51″N 73°41′54″E / 34.880862°N 73.698349°E |
| 28  | Narodni park Šeik Badin                  | 1993        | 15.540 ha    | Dera Ismail Kan           | Khiber Pakhtunkhva | 32°22′56″N 70°56′59″E / 32.382281°N 70.949707°E |
| 29  | Narodni park Toli Pir                    | 2005        | 5045 ha      | Poonch                    | Azad Kašmir        | 34°07′15″N 73°37′59″E / 34.12090°N 73.633118°E  |
| 30  | Narodni park Pandžal Mastan              | 2005        | 5045 ha      | Bagh                      | Azad Kašmir        | 34°03′27″N 73°44′17″E / 34.0574°N 73.7381°E     |
| 31  | Narodni park Fairy Meadows               | 1995        | 10.000 ha    | Diamer                    | Gilgit-Baltistan   | 35°21′01″N 74°51′32″E / 35.350277°N 74.858888°E |
| 32  | Narodni park Slano gorovje               | 2021        | 13.700 ha    | Čakval                    | Pandžab            | 32°49′56″N 72°36′54″E / 32.8322°N 72.6151°E     |
| 33  | Narodni park Tilla Džoggian              | 2021        | 8840 ha      | Dželum                    | Pandžab            | 32°56′33″N 73°43′33″E / 32.9425°N 73.7257°E     |
| 34  | Narodni park Koh-e-Sulaiman              | 2021        | 30.000 ha    | Dera Ismail Kan           | Khiber Pakhtunkhva | 32°00′00″N 70°17′45″E / 32.0000°N 70.2959°E     |
| 35  | Narodni park Ziarat                      | 2021        | 21.450 ha    | Ziarat                    | Beludžistan        | 30°23′38″N 67°43′01″E / 30.3939°N 67.7169°E     |
| 36  | Narodni park Pabbi                       |             |              | Gudžrat                   | Pandžab            |                                                 |
| 37  | Narodni park Veliki Thar                 |             |              |                           | Sind               |                                                 |
| 38  | Rekreacijski park Mianghundi             |             |              | Quetta                    | Beludžistan        |                                                 |
| 39  | Narodni park Kheri Murat                 |             |              | Attock                    | Pandžab            |                                                 |
| 40  | Gozdni park Kundian                      |             |              | Mianwali                  | Pandžab            |                                                 |
| 41  | Narodni park Qazi Nag                    |             |              | Hattian Bala              | Azad Kašmir        |                                                 |
| 42  | Narodni park Thub Patri                  |             |              | okrožje Bhimber           | Azad Kašmir        |                                                 |

## Slike
- Ledenik Baltoro v narodnem parku Centralni Karakorum
- Ravnina narodnega parka Deosai
- Blatni vulkan v narodnem parku Hingol
- Lulusar v narodnem parku Lulusar-Dudipacar
- Dudipatsar v narodnem parku Lulusar-Dudipacar
- Jezero Saiful Muluk v narodnem parku Saiful Muluk
- Toli Pir pri Ravalakotu
- Izvir hladne vode v narodnem parku Kirthar